# Gouzens
Gouzens är en kommun i departementet Haute-Garonne i regionen Occitanien i södra Frankrike. Kommunen ligger i kantonen Montesquieu-Volvestre som tillhör arrondissementet Muret. År 2022 hade Gouzens 81 invånare.

## Befolkningsutveckling
Antalet invånare i kommunen Gouzens
Referens:INSEE